# GameFAQs
GameFAQs — популярный интернет-портал, публикующий ответы на часто задаваемые вопросы к компьютерным играм, а также прохождения, полезные советы и прочую информацию. Изначально сайт был создан программистом Джеффом Визейем (Jeff Veasey), но в мае 2003 года его выкупила компания CBS Corporation. Впоследствии портал стал невероятно успешным и, благодаря возможности редактирования содержимого любыми посетителями, наполнился большим количеством контента: трейнерами, рецензиями, файлами сохранений и скриншотами. Представленная на сайте информация охватывает игры для персонального компьютера и все игровые консоли, начиная с самых первых приставок Atari 2600 и заканчивая современными платформами текущего поколения.
Общение на GameFAQs происходит посредством интерактивного веб-форума: для каждой игры создаётся отдельная тема, в которой и происходят все обсуждения между посетителями. Начиная с 2004 года некоторые страницы объединены с сайтом GameSpot, другим игровым порталом CNET/CBS. Часто на сайте проводятся различные опросы и конкурсы, выявляющие лучших героев игр, лучших злодеев и т. п.
3 октября 2022 года GameFAQs и другие Интернет-проекты, находившиеся во владении Red Ventures, были проданы организации Fandom в рамках сделки по продаже активов на общую сумму около 50 млн долларов.
Положительные отзывы о GameFAQs неоднократно писали авторитетные новостные издания, в том числе The Guardian и Entertainment Weekly. В соответствии со статистикой компании Alexa Internet, в 2009 году портал входил в список трёхсот самых посещаемых англоязычных сайтов мира.